# 固體中的鍵結
固體中的鍵結可依其原子或分子間的化學鍵鍵結型態進行分類。傳統上分為以下四種鍵結：
- 共價鍵，形成共價網狀固體（有時簡稱「共價固體」）者
- 離子鍵，形成離子固體者
- 金屬鍵，形成金屬固體者
- 分子間作用力，形成分子晶體（有時亦稱「共價固體」）者

這些分類的成員含有不同的電荷分佈、
 熱力、電子、以及力學性質。各類型的鍵能大小差異極大。而由於固體中的鍵結可以是混合的或是介於上述的分類之間，所以並非所有固體都是具有特定某種分類的性質，因此有些固體會被稱為中間型態固體。

## 固體的基本分類

### 共價網狀固體
共價網狀固體是由以共價鍵連結之原子所構成（電子為具有相似電負度的原子所共有），因此可被視為一個單一的大分子。一些例子像是鑽石，還有矽、 石英和石墨。

#### 性質
- 高鍵強 (石墨例外)
- 高彈性模數
- 高熔點
- 脆性

這些固體的強度、剛度，以及高熔點性質都是將他們連結的共價鍵所造成的結果。共價鍵的方向特性能夠抵抗與塑性流有關的剪力運動，當有剪力作用時鍵會斷裂，因此這些固體也表現出脆的特性。造成這個脆性的原因可參考斷裂力學。 共價網狀固體依能隙的不同而有著從絕緣到半導體等不同的性質。

### 離子固體
離子固體是由以離子鍵連接的原子所構成，此種鍵結是利用異性電荷間的電磁引力，而異性電荷是由電子從低電負度原子轉移至高電負度原子所造成。離子固體當中有些化合物是由鹼金屬或鹼土金屬與鹵素結合而成，如：氯化鈉。
離子固體通常具有普通強度的鍵強以及極大的脆度，且熔點通常偏高，而有一些種類的陰陽離子會結合形成凝固點低於室溫的離子液體。所有離子化合物的蒸氣壓都極低，這是由於將離子從離子介質移至空氣中需要消耗大量的能量。

### 金屬固體
金屬是由共用高密度離域電子的金屬鍵所形成。一些例子像是銅和鋁。另外，有一些物質從電子性質的角度來看是金屬，但在力學及熱力學上其金屬鍵特性卻可忽略(見中間型態). 金屬固體由於其費米能階沒有帶隙，故可導電。
純金屬鍵所形成的固體具有良好的延展性以及低的鍵強，有些金屬固體的熔點極低。（例如汞的熔點為 234 K（−39 °C））。這些性質是金屬鍵的無方向性及非極性所造成的結果，由於這些因素，使得原子（及晶格中原子所構成的平面）能夠在不干擾其他鍵結的狀況下自由移動。金屬能藉由插入晶體缺陷（例如，藉由合金）增加其強度，也就是藉由干擾差排來調節塑性變形。另外，有些過渡金屬在金屬鍵以外，還有著具方向性的鍵結，使得其剪切強度增加，延展性減低，從而展現出共價固體的一些特性（為下方之其中一種中間型態）。

### 分子晶體
分子晶體是由許多小的非極性共價分子以倫敦分散力（凡德瓦力）所連結而成。像是石蠟。而這種力非常微弱，其鍵能僅為共價鍵、離子鍵、金屬鍵的約1/100。此種鍵能依分子大小和極性的增加而增加（見中間型態）。
由分子間微弱鍵結所形成的固體非常脆弱，且具有低熔點。如氫分子，其熔點為14 K（−259 °C）。分散力無方向性的特性增加了此種固體塑性變形的容易度，分子平面可在不造成鍵結嚴重斷裂的情況下移至彼此的位置。而因為具有較大的能隙，分子晶體通常為絕緣體。

## 中間型態固體
中間型態固體共有以下六種：

### 離子及網狀共價
共價鍵和離子鍵能形成一些連續特性的物質，參與鍵結的原子電負度差異越大，所形成物質的離子性越高。若共用電子之原子的電負度相近，會顯現出共價鍵性質（例如碳氫化合物中的碳-碳鍵及碳-氫鍵）。鍵結極化程度越高，所顯現出的離子性越大。金屬氧化物沿著離子-共價譜帶而變化。 另外如石英中的矽-氧鍵，因為具有一定的極化程度，被認定為具有混合性質的物質。

### 金屬及網狀共價
有些純共價鍵結構物質能夠產生像是金屬中離域電子的情形，像是金屬奈米碳管。另外，過渡金屬及過渡金屬所構成之金屬互化物顯現出金屬鍵及共價鍵的混合特性，所產生的特性有高剪切強度、低延展性，以及高熔點，鎢即是一個例子。

### 分子及網狀共價
一種物質可以既是分子也是網狀共價結構，因為其共價鍵的組織程度介於兩者之間，或者鍵結本身就是處於中間型態。
中等組織程度的共價鍵：
分子晶體是由小的非極性共價鍵所組成。例如石蠟是有著不同鏈長的碳氫化合物成員，其長鏈端具有高密度聚乙烯。高密度聚乙烯可形成強硬的物質：當其碳氫鏈排列整齊時，所產生的纖維強度可媲美鋼，而此物質中的共價鍵會形成一些延伸的結構，但並不會形成連續的網狀結構。然而，若是藉由交叉鏈結，則聚合物網絡可以變得連續，形成從交聯聚乙烯到熱固性樹脂、高氫含量的非晶體、玻璃碳、類金剛石碳、以及鑽石，等一系列物質。從上述這個例子可以知道，分子晶體與網狀共價固體間是可以不存在明顯分界的。
中間型態的鍵結：
具大量氫鍵的固體通常被視作分子晶體，然而其氫鍵具有高度的共價性。就像共價鍵及離子鍵會形成性質連續的物質一樣，共價鍵與弱鍵亦會形成介於共用電子及未共用電子間之性質連續的物質。另外，有些小分子是極性的，或是具有極性基團，其極性會造成的帶異性電荷的區域，進而產生類似離子鍵的靜電鍵結。

### 分子與離子
具有離子性基團的大分子即為離子，但其表現出的特性有可能是非離子性作用力所造成的。例如硬脂酸鈉（肥皂的主要成分）完全是由離子所構成，然而其為一個柔軟的物質，不像是一般的離子固體。離子固體與分子晶體之間存在一些連續的弱離子性物質。

### 金屬與分子
金屬固體由高密度離域電子鍵結而形成。雖然微弱的分子鍵結與強大的金屬鍵看似不相關，但共用的低密度離域電子可改變金屬中金屬鍵的程度以及共價分子表面的導電性。例子：電荷轉移配合物。

### 金屬與離子
構成離子固體的帶電成分無法存在於造成強金屬鍵的高密度離域電子海當中。然而一些鹽類分子同時具有分子以及電荷轉移配合物的離子鍵特性，表明了導電軸上金屬鍵結的程度。例子有包括像是四硫富瓦烯鹽等物質。

## 外部連結
- Bonding in Solids （页面存档备份，存于） Retrieved December 10, 2009.
- Materials Science （页面存档备份，存于） Retrieved December 10, 2009.